# Navarro (partido)
Navarro (Partido de Navarro) is een partido in de Argentijnse provincie Buenos Aires. Het bestuurlijke gebied telt 15.797 inwoners.

## Plaatsen in partido Navarro
- José Juan Almeyra
- Las Marianas
- Navarro
- Villa Moll